# Gyrtona purpurea
Gyrtona purpurea är en fjärilsart som beskrevs av Robinson 1975. Gyrtona purpurea ingår i släktet Gyrtona och familjen nattflyn. Inga underarter finns listade i Catalogue of Life.